# فيريتسا (لينينغراد)

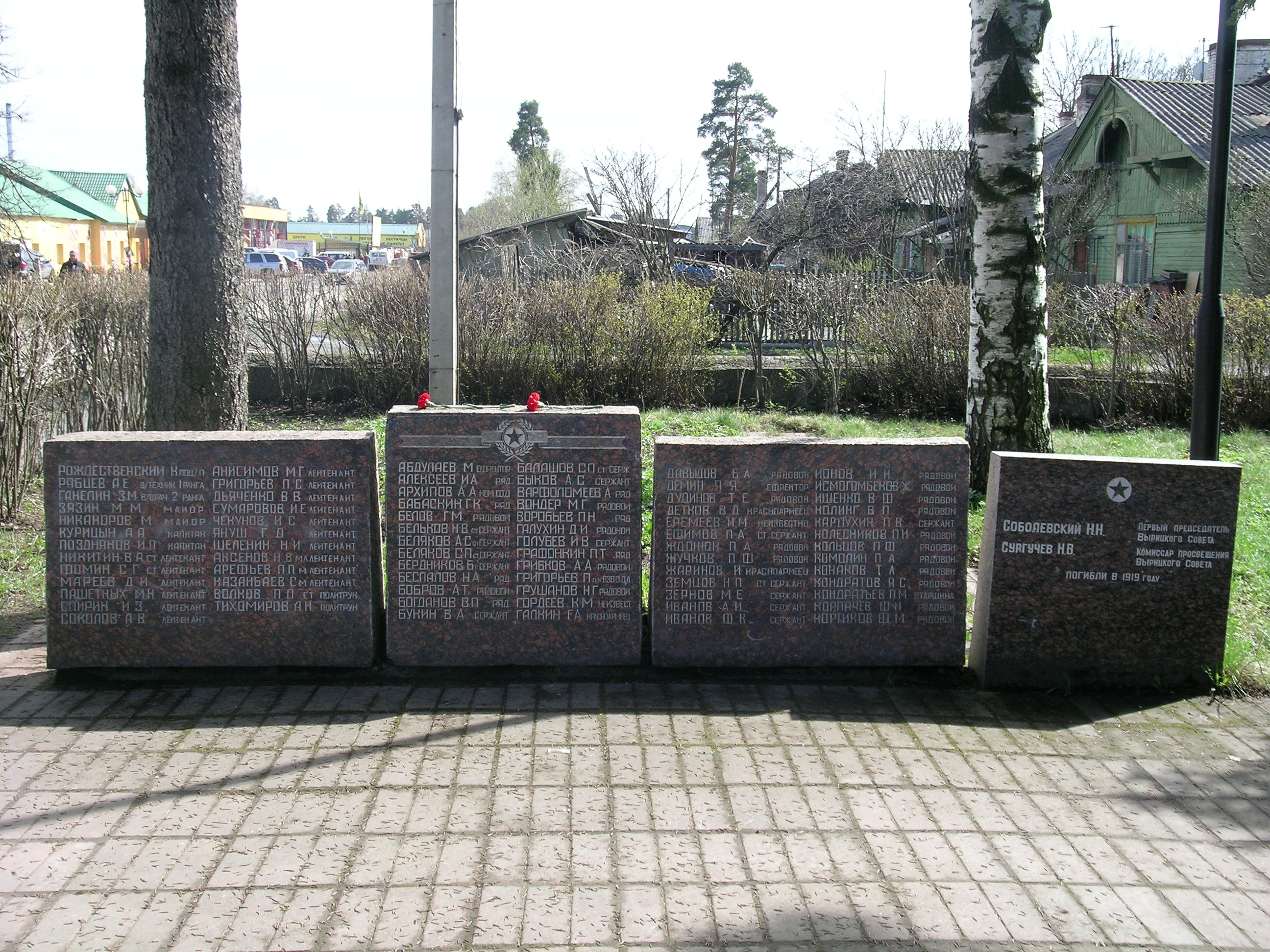
فيريتسا

فيريتسا (بالروسية: Вырица) هي مدينة في مقاطعة لينينغراد أوبلاست في روسيا.

## أعلام
- إيفان يفريموف